# Warkleigh
Warkleigh – wieś w Anglii, w Devon, w dystrykcie North Devon, w civil parish Satterleigh and Warkleigh. W 1891 roku civil parish liczyła 236 mieszkańców.